# Eberhard Kinzel
Eberhard Kinzel, nemški general, * 18. oktober 1897, † 23. maj 1945.